# آلتریا
آلتریا (به انگلیسی: Altria) شرکت آمریکایی است که یکی از بزرگترین تولیدکنندگان تنباکو و سیگار در جهان می‌باشد.
آلتریا همچنین در زمینه تولید انواع نوشیدنی‌های الکلی نیز فعالیت گسترده‌ای دارد و یکی از بزرگترین عرضه‌کنندگان شراب در ایالات متحده آمریکا به‌شمار می‌آید. دفتر مرکزی این شرکت، در شهر هنریکو کانتی، ویرجینیا قرار دارد.
این شرکت جزئی از میانگین صنعتی داو جونز و نیز اس اند پی ۵۰۰ است و شعبه فیلیپ موریس آمریکا از سیگار مارلبورو از دارایی‌های این شرکت محسوب می‌شود.